# Aventicum
Aventicum es un yacimiento arqueológico romano de la ciudad capital de la provincia romana de Helvetia, así como centro político, religioso y económico. Esta ciudad romana fundada por Tiberio, está actualmente ubicada sobre el municipio suizo de Avenches, al sur del lago de Morat en la llanura de la Broye, a una altitud de aproximadamente 445 metros. Se encontraba en un lugar estratégico de la red de caminos -en la ruta que conecta los bordes del lago Lemán con las ciudades romanas de Vindonissa y Augusta Raurica- y la red fluvial, gracias a un canal de acceso que la conectaba el lago de Morat. 
De los siglos I al III, fue la mayor ciudad en el territorio de la moderna Suiza con más de 20.000 habitantes, gracias al desarrollo experimentado en tiempos de Claudio. Las comunicaciones mejoraron y gran parte de las viviendas de madera fueron reconstruidas en piedra.
En el Museo Romano, situado en la torre del anfiteatro romano de Avenches están expuestos numerosos vestigios de las diferentes investigaciones arqueológicas efectuadas hasta la fecha. Gran parte del trabajo es realizado desde 1884, cuando un grupo de aficionados creó la sociedad Pro-Aventicum. Entre estos están un órgano hidráulico antiguo más o menos completo y sobre todo el famoso busto en oro de unos 1600 gr y 33 cm de altura de Marco Aurelio, realizado alrededor del año 180, o tal vez, de Juliano el Apóstata (361-363), descubierto en las limpiezas de un acueducto cercano en 1939.
También son dignos de mención los restos de un teatro, el Foro y del recinto amurallado, con fines más bien de prestigio que defensivos, de unos 6 km de perímetro, 73 torres y cuatro puertas.
En la localidad existió un templo de piedra caliza destruido a través de los siglos casi en su totalidad como fuente local de cal, del que solo quedan un par de lesenas y un pilar, conocido como el Cigogner por estar ocupado en su tiempo por un nido de cigüeñas. Su datación es de finales del siglo I.

## Historia
En torno al año 58 a. C. las cuatro tribus helvéticas intentan realizar un éxodo pero son derrotados por el ejército de Julio César, cerca de Bibracte, por lo que tienen que regresar a la llanura suiza. En el año 15 a. C. todos los territorios que constituyen la Suiza actual son anexionados por los romanos.
A finales del I siglo, hacia el año 71 o 72, el emperador Vespasiano, eleva al rango de colonia a la ciudad, alcanzando en los siglos II y III su apogeo.
Hacia el 275-277 las invasiones de los alamanes redujeron considerablemente el nivel de vida de la ciudad, que a pesar de una cierta continuidad, no logró restablecerse completamente. El historiador Amiano Marcelino (siglo IV) testimonia de edificaciones destruidas pero todavía imponentes. En estas regiones, la época romana terminó oficialmente en torno al año 455.

## Galería

Imágenes de Aventicum
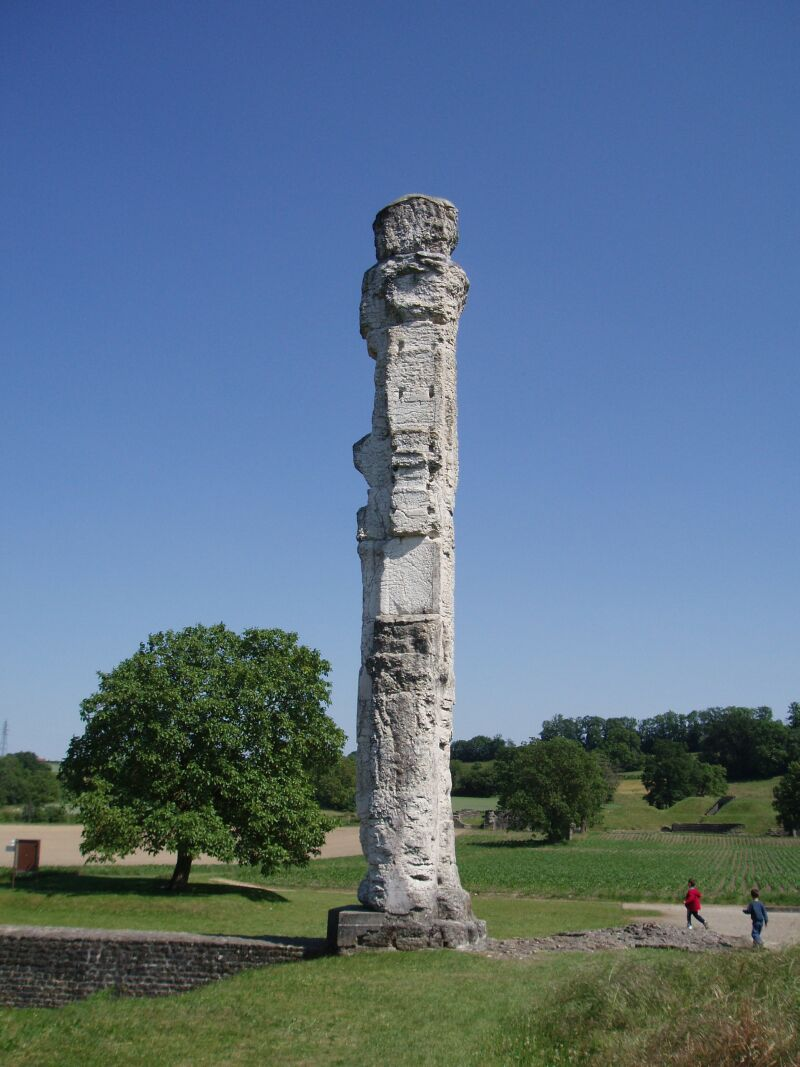
Cigognier.
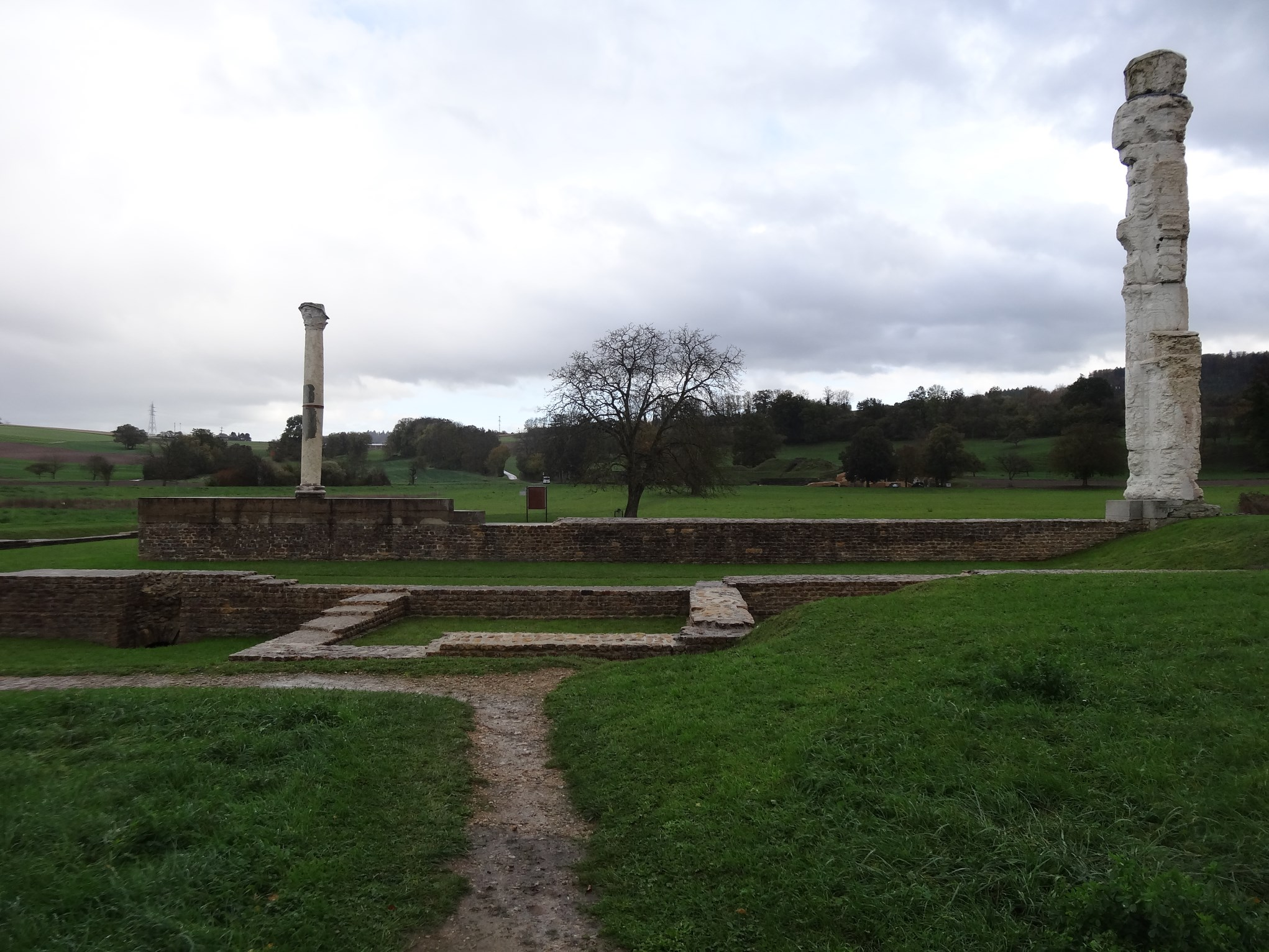
Ruinas del santuario.
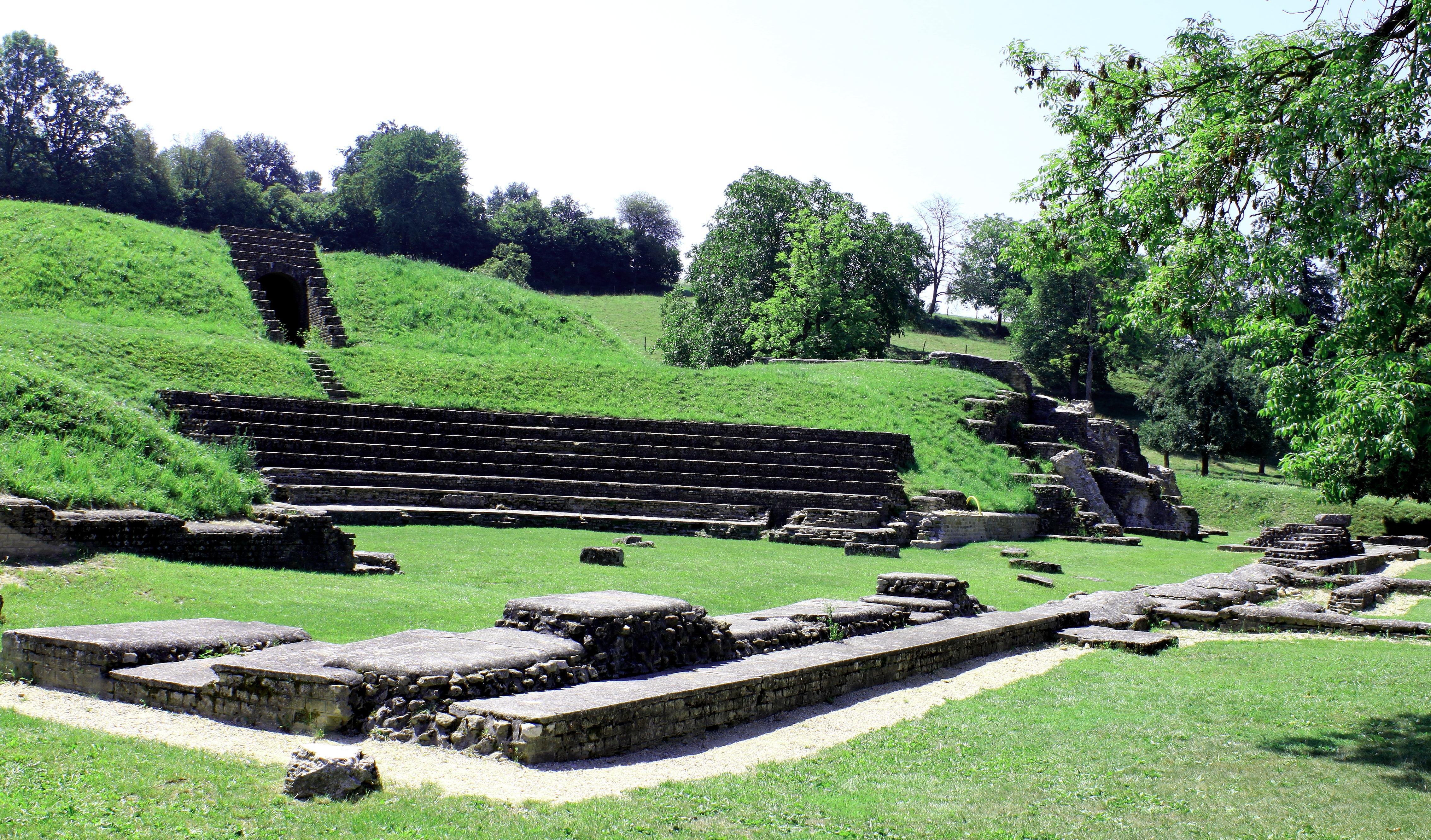
Restos arqueológicos del teatro romano.
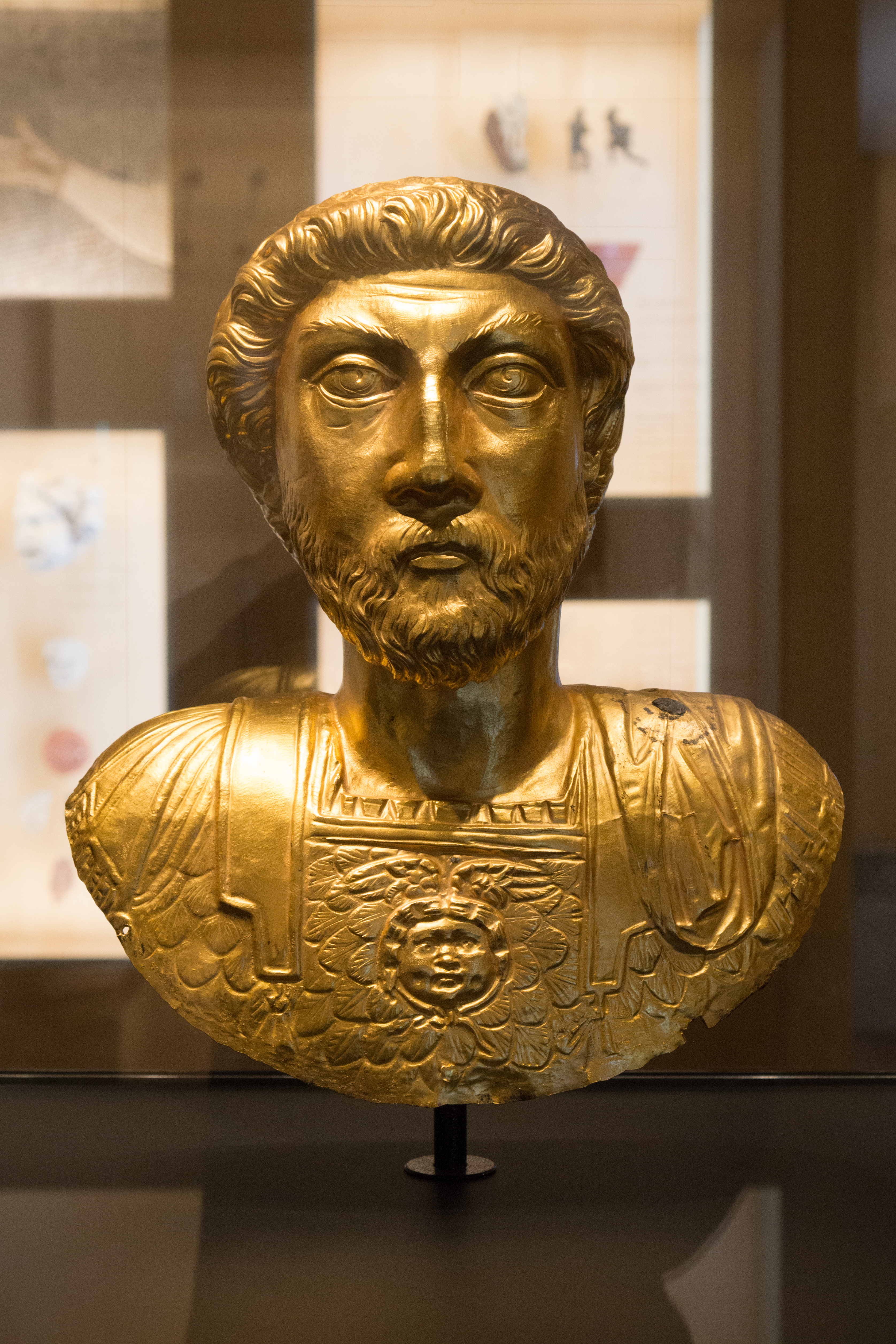
Copia del busto en oro del emperador Marco Aurelio

## Fuente
- VV. AA. (1988). Grandes descubrimientos de la Arqueología, vol. 8, pág. 219 y sig. Planeta-De Agostini. ISBN 84-395-0691-0.

- Datos: Q670912
- Multimedia: Aventicum / Q670912